# Six Sex
Francisca Agustina Cuello (Villa Tesei, Hurlingham, Buenos Aires, 23 de abril de 1997), conocida artísticamente como Six Sex, es una cantante, compositora y productora argentina. Su práctica artística se enmarca dentro de la música electrónica y urbana, con una propuesta que combina elementos de reguetón alternativo, techno, trance, neoperreo y otros subgéneros vinculados a la cultura club. Six Sex es reconocida por su identidad artística que integra lo sonoro, lo visual y lo performático, con énfasis en temáticas relacionadas con la sexualidad, el deseo, la corporalidad y la vida nocturna. Ha recibido reconocimiento en los últimos años por su aproximación experimental y su participación activa en escenas alternativas de América Latina y Europa.

## Biografía
Francisca Agustina Cuello nació el 23 de abril de 1997 en Villa Tesei, partido de Hurlingham, en el oeste del conurbano bonaerense, en Argentina. Creció en una familia de origen humilde y desde temprana edad mostró interés por el espectáculo. Durante su infancia, realizaba presentaciones frente a su familia, influenciada por los videoclips de MTV y MuchMusic, y por artistas como Madonna, Britney Spears y Lady Gaga. En su entorno familiar también se escuchaba cumbia, reguetón y cuarteto, además de música alternativa como Gorillaz y Björk.
Durante la adolescencia practicó activamente danza y twerk, disciplinas que marcaron su primer acercamiento al ámbito performático, y llegó a considerar una carrera en biología marina. Su primera aparición en un escenario ocurrió a los siete años, y más adelante participó en muestras de danza a los dieciséis. A los catorce años comenzó a asistir a fiestas clandestinas de reguetón en Buenos Aires, donde tuvo su primer acercamiento a los ritmos urbanos y conoció a Las Culisueltas, grupo que ejerció una fuerte influencia en su estilo.
En 2018 comenzó a hacer música de manera informal junto a sus amistades utilizando medios caseros. A los diecinueve años empezó a experimentar con programas como FL Studio y a colaborar con productores independientes. Su primera canción, «Pizza Party», fue producida junto a Marttein, aunque no llegó a publicarse. Antes de dedicarse plenamente a la música, inició estudios universitarios en biología, pero durante la cuarentena por la pandemia de COVID-19 en 2020, decidió enfocarse por completo en su carrera artística.
El seudónimo Six Sex fue adoptado al momento de subir su primer tema a SoundCloud, inspirado por la canción «Sick Bitch» de LSDXOXO y, en particular, por la ambigüedad en su letra entre “sick” y “six”. Según la artista, eligió el término “Six” por su carga simbólica personal, y “Sex” por la centralidad del deseo y el cuerpo en su propuesta artística.

## Trayectoria

### 2019-2020: Inicios en SoundCloud yFantasy
En 2019, Six Sex publicó de forma independiente su primer EP, «Fantasy», a través de la plataforma SoundCloud. Las canciones fueron grabadas con recursos caseros, incluyendo tomas vocales realizadas con un teléfono móvil que databan de 2018. El proyecto no fue distribuido inicialmente en plataformas comerciales, aunque eventualmente fue incorporado a servicios de streaming años más tarde.
El 25 de marzo de 2020, lanzó el sencillo «SpaceX», producido por Galanjah, acompañado de un video musical. Fue su primera producción oficial fuera de SoundCloud. Más adelante, el 25 de septiembre del mismo año, publicó «Purple», en colaboración con el productor español Merca Bae. Ambos sencillos formaban parte de un proyecto que antecedía a su segundo EP, con lanzamiento anticipado en marzo de 2021, y contribuyeron a su incorporación al sello discográfico argentino DALE PLAY Records.

### 2021-2023:AREA 69y6X
El 10 de junio de 2021, Six Sex publicó el sencillo «DURO», su primer lanzamiento bajo el sello DALE PLAY Records, producido por el dúo Bruno Donato y Axel Bratosevich (anteriormente conocido como La Finesse). El tema fue seguido por un remix realizado por el productor argentino Evar. En los meses siguientes, lanzó los sencillos «CULEO», el 7 de octubre, y «SUNSHINE», el 25 de noviembre, ambos acompañados de sus respectivos videos musicales.
Six Sex inauguró el 2022 con la publicación de su segundo EP, «AREA 69», estrenado el 10 de febrero. Este mismo recopiló los tres sencillos previos e incorporó tres canciones inéditas. Todas las pistas fueron producidas en colaboración con Donato, Bratosevich y la propia artista. El lanzamiento estuvo acompañado por el videoclip del tema homónimo.
Durante el resto de 2022, SIx Sex mantuvo una actividad constante en cuanto a lanzamientos musicales. Publicó los sencillos «Putishoot» (1 de junio), «Demonio» (18 de agosto), «Perreo Maldito» (13 de octubre) y «Tu Amante» (9 de noviembre). Asimismo, colaboró con SIMONA en la canción «LENTO» y con Isabella Lovestory en «Tacón». Ese mismo año, se presentó en festivales como Lollapalooza y Primavera Sound en Argentina, además de realizar una serie de conciertos propios en México.
El 20 de abril de 2023, lanzó el sencillo «REBOTA», producido por el DJ mexicano Alu Mix, acompañado de su respectivo video musical y el anuncio de un nuevo EP. El 3 de junio colaboró con EMJAY en «ZIPLOCK», cuyo videoclip fue grabado en la Ciudad de México. La colaboración propició su regreso al país, lo que facilitó extender su estancia y terminar las sesiones de grabación con productores locales que darían forma a su tercer EP. En las semanas siguientes, continuó con la promoción de «6X» mediante los sencillos «UNA GATA», junto a El Osito Wito y producido por el colectivo Ghetto Kids, y «ARRODILLATE», junto a Ms Nina y producido por Taiu, este último lanzado el 5 de julio como el último adelanto previo al EP.
El 6 de julio de 2023, publicó su tercer EP, titulado «6X», anunciado previamente a través de sus redes sociales. El proyecto fue concebido durante un viaje a México, donde grabó la mayoría de las canciones junto a productores locales como El Fresh, Mad Fuentes, Ghetto Kids y Alu Mix. Tras su regreso a Argentina, completó el proyecto con las colaboraciones de Taiu y Danilo Montana. El EP incluyó seis temas y fue acompañado por una serie de videoclips dirigidos por Bruno Adamovsky.
Durante el resto de 2023, Six Sex se mantuvo activa en la escena musical. Colaboró en los temas «Racecar», junto a Estratosfera y Qiri, y «Freak No.2», junto a LSDXOXO. Asimismo, realizó una gira promocional por distintas ciudades de América Latina y fue telonera de Bad Gyal el 7 de diciembre, en el marco de la gira La Joia Tour, durante su presentación en el C Complejo Art Media de Buenos Aires.

### 2024-Actualidad:SatisfireyX-Sex
El 15 de febrero de 2024, Six Sex publicó un maxisencillo integrado por «Kappa Kitty Gato 2», un remix de un tema perteneciente a su EP debut «Fantasy», y «4 noviosS», en colaboración con el productor francés King Doudou. Ambas canciones representaron un giro estilístico en su carrera, orientado hacia géneros como el techno, el euro pop y la música electrónica de rave. Pocos días después, anunció el lanzamiento de su cuarto EP, «Satisfire», compartiendo el listado de canciones en redes sociales. Según declaraciones posteriores, el proyecto comenzó a gestarse paralelamente al desarrollo de su EP anterior.
«Satisfire» fue publicado el 29 de febrero de 2024 e incluyó seis temas con producciones a cargo de artistas como DBBD (Alemania), Merca Bae (España), Dimelow Pro (México) y TAYHANA (Argentina). Cada pista fue acompañada por un visual dirigido por Bruno Adamovsky, colaborador frecuente de la artista. El EP recibió cobertura en medios especializados como Rolling Stone, quien posicionó la canción «4 noviosS» en el puesto número 11 de su lista ''The 25 Best Spanish-Language Songs of 2024'', y NME, quien la incluyo en su lista ''NME 100: essential emerging artists for 2025''. Asimismo, «Satisfire» obtuvo una nominación en los Premios Gardel 2025 dentro de la categoría Mejor Álbum de Música Electrónica.
A lo largo del año, Six Sex realizó una gira por diversas ciudades de América Latina y Europa. Entre sus presentaciones destacaron dos fechas en el Niceto Club de Buenos Aires, realizadas en marzo y septiembre. De forma paralela, participó en colaboraciones con Juana Rozas («I’m a Star»), nusar3000 («Melaza»), Luca Eck («Sexo No Tradicional») y Ben Yart («Soltero»). El 28 de agosto publicó «sex dealer», un remix del tema «Hot&perfecT» incluido en «Satisfire», producido por bbynito. El lanzamiento fue acompañado de un video recopilatorio de su gira, con imágenes de sus presentaciones en Buenos Aires, Temperley, Córdoba, La Plata, Barcelona, Lausana, Berlín, París y Ciudad de México. En la última parte de 2024 continuó su actividad con los sencillos «XOBXO», junto a Fiah, estrenado el 24 de octubre, y «U&ME», editado el 6 de noviembre, producido por Dauner y Luca Eck. Este último estuvo acompañado de un video musical y anticipó una nueva etapa en la carrera de la artista.
El 12 de febrero de 2025, Six Sex publicó el sencillo «Performance Actitud (Pose)», producido por bbynito, como segundo adelanto de su quinto EP. Pocos días después, anunció oficialmente el proyecto «X-Sex», revelando en redes sociales el listado de canciones, entre las cuales figuraba «Tócame», una colaboración con el rapero argentino Dillom.
«X-Sex» fue publicado el 6 de marzo e incluyó seis pistas con producciones de Pablo Bozzi, David Jackson, MCR-T, DJ G2G y DBBD. Parte del material fue desarrollado durante su participación en un campamento creativo en Berlín organizado por el sello Live From Earth, al que fue invitada mientras se encontraba de gira por Europa. La artista describió la experiencia como determinante en el sonido final del proyecto, caracterizado por una transición hacia texturas electrónicas asociadas al techno y al pop alternativo.  El EP estuvo acompañado por visuales dirigidos por Lean Vázquez y recibió cobertura internacional en medios como PAPER Magazine y NME, que le otorgó una calificación de 4 sobre 5. Six Sex también apareció en Times Square en un banner promocional para la campaña EQUAL de Spotify, y apareció en la portada de Rolling Stone en Español en la edición de abril ''Future Of Music'', como promoción de «X-Sex». La canción «Tócame», estrenada simultáneamente como tercer sencillo, generó amplia conversación en redes sociales, particularmente en X (anteriormente Twitter), debido a su contenido lírico y propuesta visual.
La presentación oficial del EP tuvo lugar el 15 de marzo en el C Complejo Art Media de Buenos Aires. El evento cobró visibilidad en redes tras viralizarse el cierre del show, en el que Six Sex interpretó el himno nacional argentino junto a Fiah, Vera Frod, Juana Rozas y Chita, lo que suscitó debate público en torno al uso de símbolos patrios en el contexto de la expresión artística contemporánea. Esta presentación también marcó el inicio de su gira X-Sex World Tour, que incluía 18 fechas entre Argentina, México, Guatemala. Costa Rica, Inglaterra, Polonia, Suiza, Francia, entre otros países más.

## Discografía

### Extended Plays
| Título                   | Detalles |
| ------------------------ | --- |
| Fantasy                  | - Publicado: 29 de julio de 2019 - Sello discográfico: Independiente - Formato: Descarga digital, streaming       |
| AREA 69 (Con La Finesse) | - Publicado: 10 de febrero de 2022 - Sello discográfico: DALE PLAY Records - Formato: Descarga digital, streaming |
| 6X                       | - Publicado: 6 de julio de 2023 - Sello discográfico: DALE PLAY Records - Formato: Descarga digital, streaming    |
| Satisfire                | - Publicado: 29 de febrero de 2024 - Sello discográfico: DALE PLAY Records - Formato: Descarga digital, streaming |
| X-Sex                    | - Publicado: 6 de marzo de 2025 - Sello discográfico: DALE PLAY Records - Formato: Descarga digital, streaming    |

#### Como artista principal
| Título                                       | Año  | Álbum              |
| -------------------------------------------- | ---- | ------------------ |
| «Purple» (Con Merca Bae)                     | 2020 | Sencillo sin álbum |
| «SpaceX» (Con Galanjah)                      | 2021 | Sencillo sin álbum |
| «DURO» (Con La Finesse)                      | 2021 | AREA 69 - EP       |
| «DURO (Evar Remix)» (Con Evar)               | 2021 | Sencillo sin álbum |
| «CULEO» (Con La Finesse)                     | 2021 | AREA 69 - EP       |
| «SUNSHINE» (Con La Finesse)                  | 2021 | AREA 69 - EP       |
| «AREA 69» (Con La Finesse)                   | 2022 | AREA 69 - EP       |
| «Putishoot»                                  | 2022 | Sencillo sin álbum |
| «Demonio»                                    | 2022 | Sencillo sin álbum |
| «Perreo Maldito»                             | 2022 | Sencillo sin álbum |
| «Tu Amante»                                  | 2022 | Sencillo sin álbum |
| «REBOTA» (Con Alu Mix)                       | 2023 | 6X - EP            |
| «UNA GATA» (Con El Osito Wito & Ghetto Kids) | 2023 | 6X - EP            |
| «ARRODILLATE» (Con Ms Nina & Taiu)           | 2023 | 6X - EP            |
| «Kappa Kitty Gato 2»                         | 2024 | Satisfire - EP     |
| «4 noviosS» (Con King DouDou)                | 2024 | Satisfire - EP     |
| «Sex dealer» (Con Bbynito)                   | 2024 | Sencillo sin álbum |
| «U&ME» (Con Dauner & Luca Eck)               | 2024 | X-Sex - EP         |
| «Performance Actitud (Pose)» (Con Bbynito)   | 2025 | X-Sex - EP         |
| «Tócame» (Con Dillom)                        | 2025 | X-Sex - EP         |

#### Como artista invitado
| Título                                                                  | Año  | Álbum                               |
| ----------------------------------------------------------------------- | ---- | ----------------------------------- |
| «LENTO» (SIMONA featuring Six Sex)                                      | 2022 | Sencillo sin álbum                  |
| «Tacón» (Isabella Lovestory featuring OH!DULCEARi, Meth Math & Six Sex) | 2022 | Amor Hardcore                       |
| «ZIPLOCK» (EMJAY featuring Six Sex)                                     | 2023 | LAS MORRAS TAMBIEN HACEN TR444P     |
| «Freak No.2» (LSDXOXO featuring Six Sex)                                | 2023 | Delusions Of Grandeur (D.O.G.) - EP |
| «Racecar» (Estratosfera featuring Six Sex & Qiri)                       | 2023 | 1                                   |
| «DOWN» (FERMIN featuring Six Sex)                                       | 2023 | TODO SOBRE LA NADA                  |
| «Im a Star» (Juana Rozas featuring Six Sex)                             | 2024 | Sencillo sin álbum                  |
| «MELAZA» (nusar3000 featuring Six Sex)                                  | 2024 | 3000                                |
| «Soltero» (Ben Yart featuring Mr Worth & Six Sex)                       | 2024 | Sencillo sin álbum                  |
| «Sexo no tradicional» (Luca Eck featuring Six Sex)                      | 2024 | CONSUMED - EP                       |
| «nympho» (Luca Eck featuring Six Sex & Shoki)                           | 2024 | CONSUMED - EP                       |
| «XOBXO» (Fiah featuring Six Sex)                                        | 2024 | PUSSY IN BOOTS                      |
| «A QUE TE ARUÑO» (Bellakath featuring Six Sex & Ezya)                   | 2025 | Sencillo sin álbum                  |
| «YA COGÍ CON OTRO» (Yeri Mua featuring Six Sex)                         | 2025 | Sencillo sin álbum                  |

## Videografía
Lista de videos musicales con año de lanzamiento, director(es) y lugar de grabación

### Como artistas principal
| Año  | Canción                       | Director(es)                     | Lugar de grabación                                                                      |
| ---- | ----------------------------- | -------------------------------- | --------------------------------------------------------------------------------------- |
| 2020 | «Purple»                      | Toto Pons y Delfina Forster      | Buenos Aires                                                                            |
| 2021 | «SpaceX»                      | Lara Carolina Grimberg           | Buenos Aires                                                                            |
| 2021 | «DURO»                        | Nokiamilcien                     | Buenos Aires                                                                            |
| 2021 | «CULEO»                       | Nokiamilcien                     | Buenos Aires                                                                            |
| 2021 | «SUNSHINE»                    | Nokiamilcien                     | Buenos Aires                                                                            |
| 2022 | «AREA 69»                     | Maia Kusnetzoff                  | Buenos Aires                                                                            |
| 2022 | «Putishoot»                   | Anita Piñero y Juan Scaiola      | Buenos Aires                                                                            |
| 2022 | «Perreo Maldito»              | Maia Kusnetzoff                  | Buenos Aires                                                                            |
| 2022 | «Tu Amante»                   | Facundo Ballvé y Bruno Adamovsky | Buenos Aires                                                                            |
| 2023 | «REBOTA»                      | Bruno Adamovsky                  | Buenos Aires                                                                            |
| 2023 | «UNA GATA»                    | Bruno Adamovsky                  | Buenos Aires                                                                            |
| 2023 | «ARRODILLATE»                 | Bruno Adamovsky                  | Buenos Aires                                                                            |
| 2023 | «HOLI»                        | Bruno Adamovsky                  | Buenos Aires                                                                            |
| 2023 | «MI AMIGA»                    | Bruno Adamovsky                  | Buenos Aires                                                                            |
| 2023 | «AY PAPI»                     | Bruno Adamovsky                  | Buenos Aires                                                                            |
| 2024 | «Kappa Kitty Gato 2»          | Bruno Adamovsky                  | Buenos Aires                                                                            |
| 2024 | «4 noviosS»                   | Bruno Adamovsky                  | Buenos Aires                                                                            |
| 2024 | «Hot&perfecT»                 | Bruno Adamovsky                  | Buenos Aires                                                                            |
| 2024 | «Lokita maniatikA»            | Bruno Adamovsky                  | Buenos Aires                                                                            |
| 2024 | «FuckU»                       | Bruno Adamovsky                  | Buenos Aires                                                                            |
| 2024 | «ESA bicha»                   | Bruno Adamovsky                  | Buenos Aires                                                                            |
| 2024 | «sex dealer»                  | Lean Vazquez y Mauroangst        | Buenos Aires Temperley Córdoba La Plata Barcelona Lausana Berlín París Ciudad de México |
| 2024 | «U&ME»                        | Lean Vazquez                     | Buenos Aires                                                                            |
| 2025 | «Performance Actitud (Pose)»  | Lean Vazquez                     | Buenos Aires                                                                            |
| 2025 | «Tócame»                      | Lean Vazquez                     | Buenos Aires                                                                            |
| 2025 | «How to make your ass bigger» | Lean Vazquez                     | Buenos Aires                                                                            |
| 2025 | «Bitches like me»             | Lean Vazquez                     | Buenos Aires                                                                            |
| 2025 | «Ahhhhhh»                     | Lean Vazquez                     | Buenos Aires                                                                            |

### Como artista invitada
| Año  | Canción               | Director(es)                 | Lugar de grabación     |
| ---- | --------------------- | ---------------------------- | ---------------------- |
| 2021 | «Lento»               | Ester G. Mera                | Barcelona Buenos Aires |
| 2023 | «ZIPLOCK»             | EME Creative                 | Ciudad de México       |
| 2023 | «Racecar»             | Vlodye y Cheman              | Buenos Aires           |
| 2024 | «Im a Star»           | Jonathan Monroig             | Buenos Aires           |
| 2024 | «Soltero»             | Lucas Rosas y 1991 Richmond  | Buenos Aires           |
| 2024 | «Sexo no tradicional» | Paris Seawell y Lean Vazquez | Glasgow Buenos Aires   |
| 2024 | «XOBXO»               | Lean Vazquez                 | Buenos Aires           |